# زیردریایی یو-۲۷۰
زیردریایی یو-۲۷۰ (به انگلیسی: German submarine U-270) یک زیردریایی بود که طول آن ۶۷٫۱ متر (۲۲۰ فوت ۲ اینچ) بود. این زیردریایی در سال ۱۹۴۲ ساخته شد.